# Peckia bifurcata
Peckia bifurcata är en tvåvingeart som beskrevs av Carroll William Dodge 1965. Peckia bifurcata ingår i släktet Peckia och familjen köttflugor.
Artens utbredningsområde är Bahamas. Inga underarter finns listade i Catalogue of Life.